# Molar

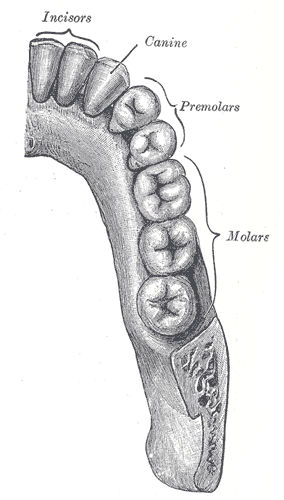
Localizarea molarilor; vedere din partea superioară

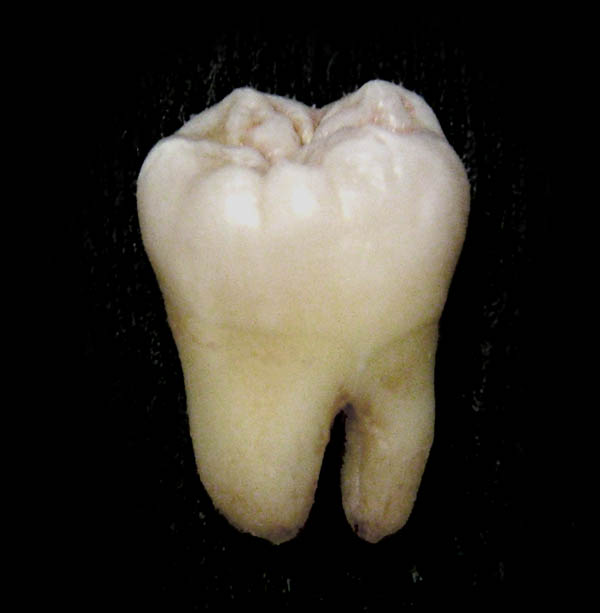
Măsea de minte (molarul 3)

Molarii sunt dinți localizați posterior dinților premolari, fiind prezenți atât în dentiția temporară, cât și în dentiția definitivă. Dentiția temporară conține opt molari, iar dentiția permanentă doisprezece molari. Molarii sunt dinți laterali, la fel ca și premolarii, și au rol în masticație.